# NGC 1028
NGC 1028 je galaksija u zviježđu Ovan.

## Vanjske poveznice
- SEDS: NGC 1028